# Piqan
Piqan, även känd som Shanshan, är ett härad som lyder under Turpans stad på prefekturnivå i Xinjiang-regionen i nordvästra Kina. Det ligger omkring 300 kilometer sydost om regionhuvudstaden Ürümqi. 